# Thomaskirche (Hamburg-Rahlstedt)

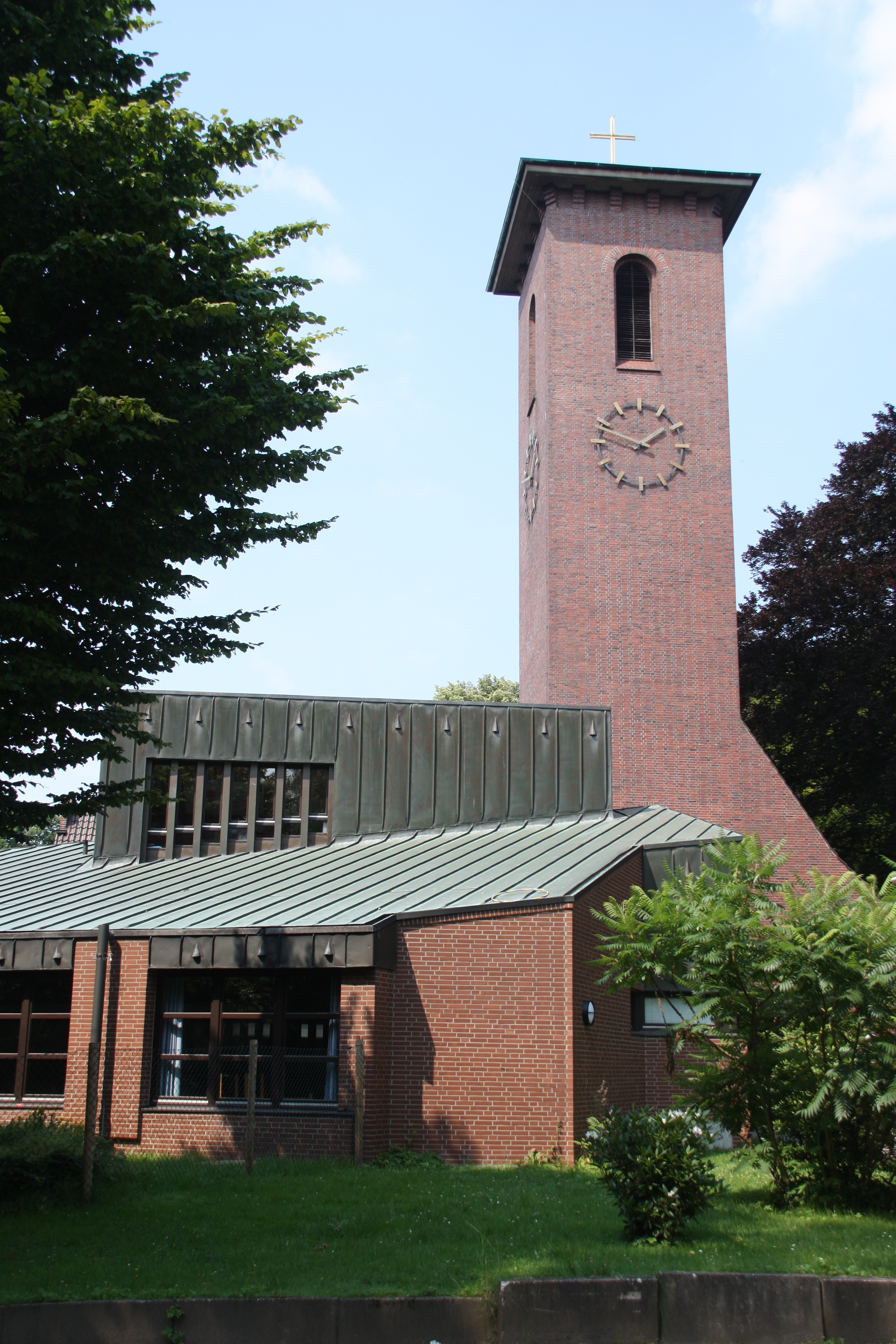
Turm der Kirche
Links der Anbau des Gemeindesaals

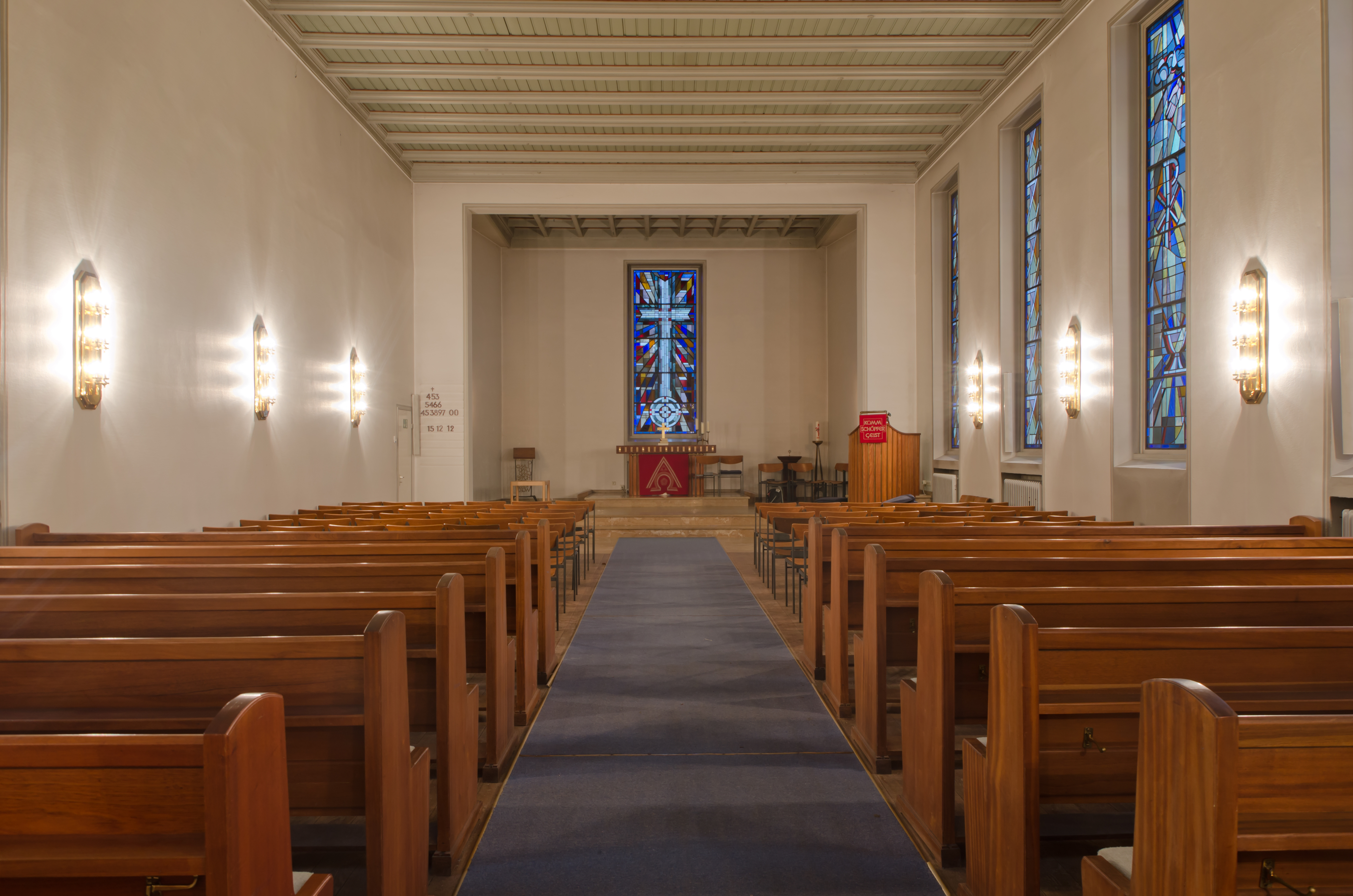
Innenraum, Blick zum Altar

Die Thomaskirche in Meiendorf ist die zweitälteste evangelisch-lutherische Kirche im Hamburger Stadtteil Rahlstedt und liegt dort zwischen den Straßen Meiendorfer Straße und Nydamer Weg. Die Kirche trägt den Namen des Apostels Thomas erst seit 1968, vorher wurde sie schlicht als Meiendorfer Kirche bezeichnet. Zwischen 2012 und 2016 wurde die Kirche als Jugendkirche genutzt. Von Juni 2017 bis April 2018 fand eine Hausbesetzung statt.

## Bau der Kirche
Die Kirche hat nach der Fertigstellung zwei umfangreiche Um- und Anbauten erfahren, sodass die Struktur des ursprünglichen Gebäudes heute kaum noch zu erkennen ist.
Nach 1933 kam es in den Rahlstedter Gemeinden zu einer größeren Eintrittswelle, die bald dazu führte, dass die Kapazitäten der Kirche Alt-Rahlstedt den wachsenden Bedürfnissen nicht mehr gerecht werden konnten. Die Gemeinde reagierte darauf zunächst mit Veranstaltungen an anderen Orten des Stadtteils, so auch mit Konfirmandenunterricht in Meiendorf. Bald darauf begann man mit dem Bau eines vollwertigen Gemeindesaals, der 1935 fertiggestellt wurde und der den Ursprung der heutigen Kirche darstellt. Dieser Gemeindesaal bildete eine bauliche Einheit mit dem Pastorat und konnte durch eine Rollwand in zwei Räume geteilt werden. Die Altarnische mit ihrem aus Klinkersteinen gemauerten gotischen Bogen war das einzige Schmuckelement im Inneren. Von außen erhielt das Gebäude einen kleinen Dachreiter mit einer Glocke, die sich heute in der Rogate-Kirche in Meiendorf befindet.
Nachdem in den 1950er-Jahren die Bevölkerung Meiendorfs deutlich gewachsen war, wurde 1957 mit der Erweiterung des Gemeindesaals begonnen. Das gesamte Gebäude wurde um 1,60 m erhöht, eine Vorhalle und ein Altarraum wurden angebaut. Im Inneren konnte so eine Empore für Chor und Orgel eingezogen werden. Unter der Leitung des Architekten Walter Ahrendt entstand eine neue Kirche. Vom alten Gemeindesaal blieben nur die beiden Seitenwände erhalten. Der neue 26 m hohe und von einem 2 m hohen Kreuz gekrönte Turm wurde 1958 fertiggestellt. Als Blickfang kann seit damals die kupferbeschlagene Eingangstür mit Halbreliefs des Hamburger Bildhauers Karl Schubert gelten.
Aufgrund der weiterhin eingeschränkten Platzverhältnisse beschloss der Kirchenvorstand 1981 den Anbau neuer Gemeinderäume, die am 11. Dezember 1983 eingeweiht wurden. Erneut hatte sich das äußere Erscheinungsbild verändert, da die Umgestaltungen vor allem den vorderen Teil und den Eingangsbereich betrafen, wodurch die bisherige Symmetrie des Gebäudes aufgegeben wurde.

## Ausstattung
Alle bestimmenden Stücke stammen noch aus der Bauphase der Kirche von 1958. Den Taufstein aus Muschelkalk schuf Fritz Huppers (1887–1971); Altar, Kanzel und Gestühl sind schlicht gehalten und einheitlich aus Mahagoni gefertigt. Eine Holzplastik von Otto Flath, die Jesus mit seinem Jünger Thomas zeigt, wurde 1983 zusätzlich aufgestellt.
Weiterer Blickfang sind die Bleiglasfenster. Das Fenster in der Taufkapelle stammt ebenfalls von Fritz Huppers und zeigt ein auf den Taufstein ausgerichtetes Engelmotiv. Ein Fenster mit einem silbernen Kreuzmotiv direkt hinter dem Altar verstärkt dessen Wirkung. Die sechs Fenster im Kirchenschiff stellen in klaren Farben christliche Symbole, unter anderem der Dreifaltigkeit, dar.

### Glocken
Im Turm befinden sich drei Bronzeglocken der Glockengießerei Bachert. Sie sind im sogenannten Tedeum-Motiv, Fis, A und H, gestimmt. Die Glocken symbolisieren die drei großen christlichen Feste Weihnachten, Ostern und Pfingsten und tragen daher die Inschriften Nun singet und seid froh, Christ ist erstanden und Nun bitten wir den Heil'gen Geist.

### Orgel

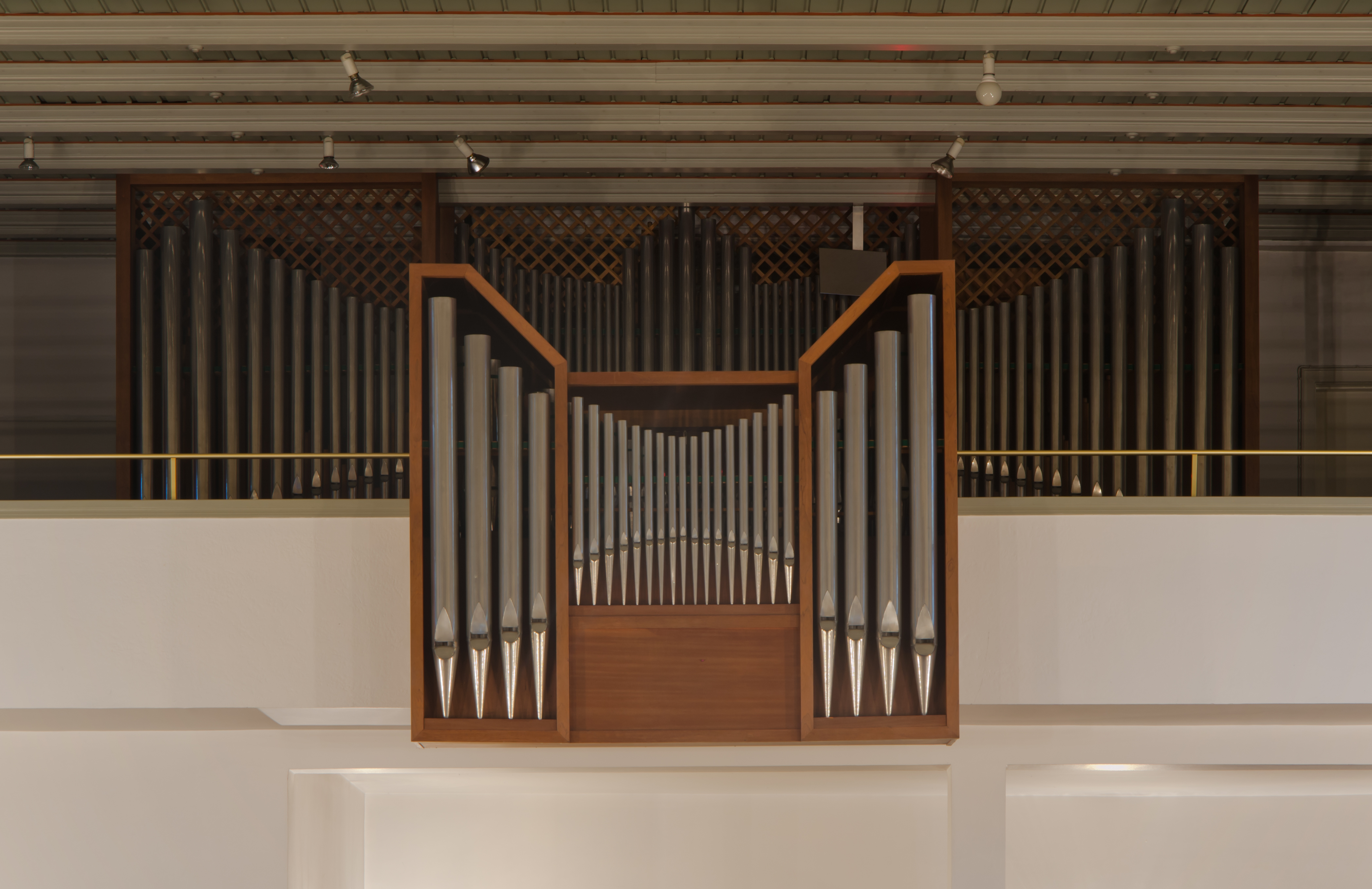
Orgelprospekt

Nachdem im ersten Gemeindesaal für eine große Orgel kein Platz war, musste die Kirche bis 1961 ohne eine solche auskommen. Am Ersten Advent 1961 wurde die noch heute verwendete Weigle-Orgel eingeweiht. Mit ihren 18 Registern und 1317 Pfeifen verfügt sie über folgende Disposition:
| I Hauptwerk C– |             |       |
| 1.             | Harfpommer  | 8′    |
| 2.             | Gemshorn    | 8′    |
| 3.             | Prinzipal   | 4′    |
| 4.             | Waldflöte   | 2′    |
| 5.             | Mixtur IV–V | 2 ⁄3′ |
| 6.             | Dulzian     | 16′   |

| II Rückpositiv C– |                 |      |
| 7.                | Gedackt         | 8′   |
| 8.                | Rohrflöte       | 4′   |
| 9.                | Prinzipal       | 2′   |
| 10.               | Sifflöte        | 1′   |
| 11.               | Sesquialtera II |      |
| 12.               | Zimbel III      | 1⁄2′ |
| 13.               | Doppelregal     | 8′   |
|                   | Tremulant       |      |

| Pedal C– |                 |       |
| 14.      | Subbass         | 16′   |
| 15.      | Prinzipal       | 8′    |
| 16.      | Gedackt         | 8′    |
| 17.      | Quintatön       | 4′    |
| 18.      | Rauschpfeife II | 2 ⁄3′ |

- Koppeln: I/II, I/P, II/P

## Entwicklung der Gemeinde

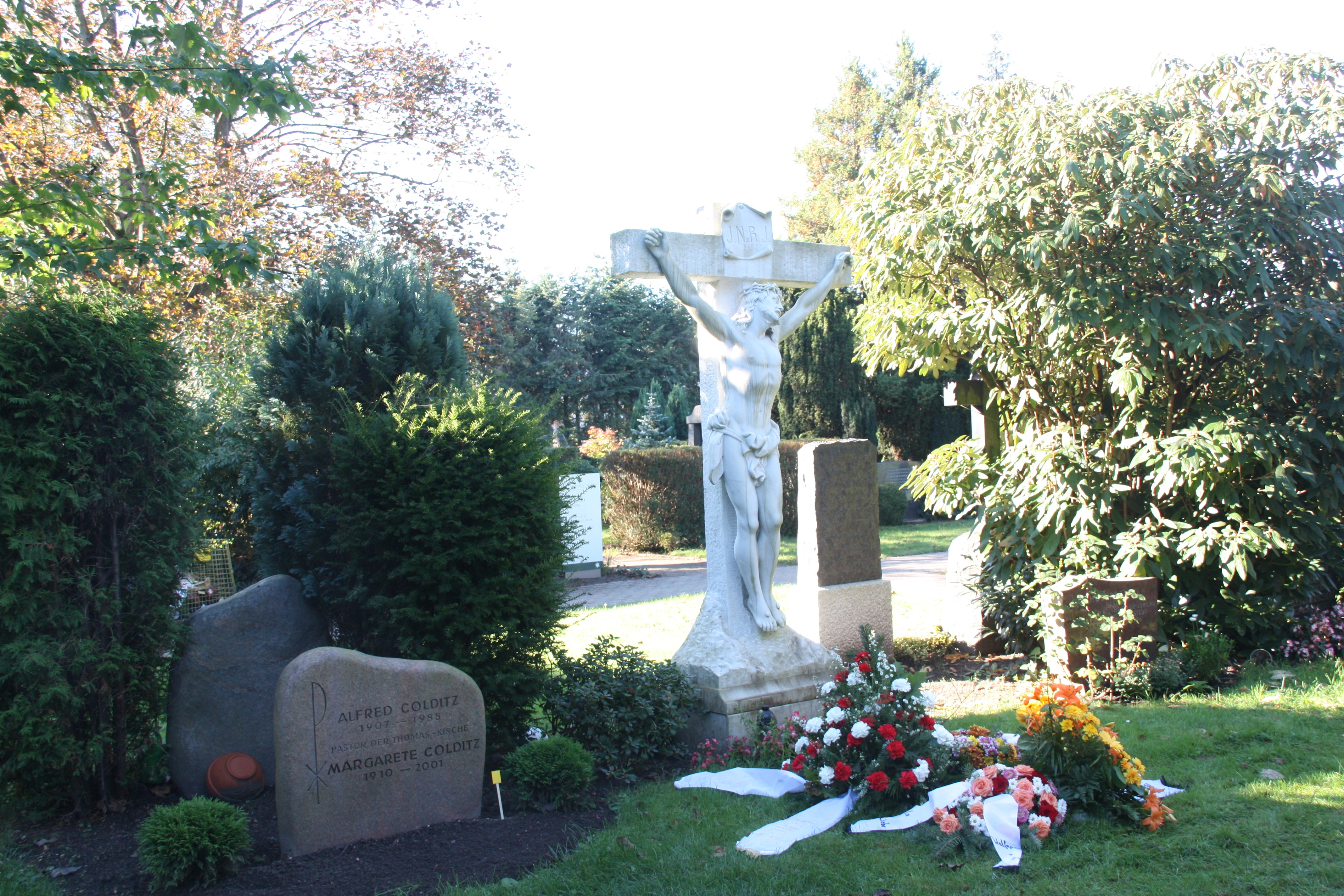
Grab von Pastor Colditz auf dem Rahlstedter Friedhof, links neben dem Kruzifix

Mit Bau des Gemeindesaals wurde 1935 Adolf Böger als erster Pastor in sein Amt eingeführt. Böger war Mitglied der rechtsradikalen Organisation „Deutsche Christen“, deren Ziel die Bildung einer protestantischen Staatskirche im Dritten Reich war. Er arbeitete eng mit dem in dieser Bewegung ebenfalls aktiven Hamburger Propst Gustav Dührkop zusammen. Böger blieb während des ganzen Zweiten Weltkriegs Pastor in Meiendorf und ging erst 1953 auf eigenen Wunsch in den Ruhestand. Noch während seiner Amtszeit wurde Meiendorf im Jahr 1948 eine eigenständige Gemeinde und damit von Alt-Rahlstedt unabhängig.
1953 erhielt die Gemeinde mit Alfred Colditz einen politisch anders orientierten Menschen als Pastor. Colditz war bereits seit 1937 Mitglied der Bekennenden Christen und auf seiner vorherigen Stelle als Pastor in Magdeborn bei Leipzig mit der nationalsozialistischen Regierung in Konflikt geraten. Vor 1945 verbrachte er insgesamt 7 Monate in Haft. Colditz leitete die Meiendorfer Gemeinde bis in die 1960er-Jahre und beeinflusste sie während seiner Amtszeit entscheidend.
Auch in den folgenden Jahrzehnten wurde die Gemeinde von aktuellen gesellschaftlichen Entwicklungen geprägt, blieb aber dabei immer überwiegend bürgerlich geprägt. Die 68er-Bewegung, Pazifismus, Antikolonialismus und Feminismus schlugen sich immer wieder in den Diskussionen innerhalb der Gemeinde nieder. Aktivitäten der Kirchenbasis wurden zu bestimmenden Elementen des Gemeindelebens.
Im Jahr 1963 errichtete die Gemeinde mit der Rogate-Kirche im östlichen Teil Meiendorfs eine Filialkirche, die später eine eigenständige Gemeinde wurde. Ab dem Jahr 2000 kam es jedoch auch im Raum Rahlstedt wieder zur Zusammenlegung von Kirchengemeinden. Zunächst fusionierten die beiden Meiendorfer Gemeinden der Thomas- und die Rogate-Kirche zu einer Gemeinde, ebenso die Oldenfelder Gemeinden der Dietrich-Bonhoeffer- und Matthias-Claudius-Kirche. Im Jahr 2009 kam es zur bisher letzten Zusammenlegung zur heutigen Gemeinde Meiendorf-Oldenfelde mit zwischenzeitlich vier Kirchengebäuden. Die Gemeinde war mit ihren knapp 14.000 Mitgliedern im Jahr 2012 die zweitgrößte Gemeinde in Hamburg.
Im Jahr 2012 fiel die Entscheidung, die Kirche nicht mehr als klassische Gemeindekirche zu nutzen, sondern sie zur zweiten Jugendkirche Hamburgs umzuwandeln. Die Übergabe in die neue Verwendung erfolgte am 2. September 2012. Neun Gemeinden (Alt-Rahlstedt, Hohenhorst/Rahlstedt-Ost, Meiendorf-Oldenfelde, Farmsen-Berne, Sasel, Volksdorf, Bergstedt, Bargteheide und Eichede) bündelten hier zusammen mit dem Kirchenkreis Hamburg-Ost ihre kirchliche Jugendarbeit und erarbeiteten Möglichkeiten für eine Form des zentralen Konfirmanden-Unterrichtes. Das Modellprojekt erhielt die Bezeichnung „Jugendkirche & KonfiCamp Hamburg-Ost“ es wurde Ende 2016 beendet, da es nicht die erhoffte Entwicklung zeigte. Laut dem vom Kirchenkreis Hamburg-Ost mit dem Mandat für die Jugendkirche/Thomaskirche beauftragen Theo Christiansen zogen sich die weiter entfernten Trägergemeinden aus dem Projekt zurück, da deren Jugendliche sich zu wenig daran beteiligten und sie Beiträge in eigene Jugendarbeit investieren wollten. Der Kirchenkreis sah sich nicht in der Lage die finanzielle Verantwortung zu übernehmen und die Finanzierung des Projektes Jugendkirche brach zusammen. Eine weitere Nutzung des nun wieder Thomaskirche genannten Kirchengebäudes bis Ende Juli 2017 wurde für die Vorbereitung des Konficamps 2017 ermöglicht.

## Besetzung

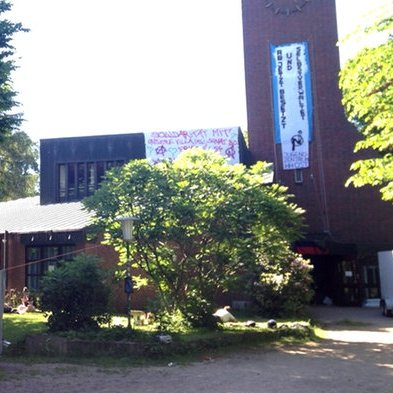
Transparente während der Hausbesetzung

Am 4. Juni wurde die Kirche besetzt. Als Auftakt fand auf dem Gelände der Kirche ein „Anarchistisches Sommerfest“ statt. Am 7. Juni einigten sich der Kirchenkreis Hamburg-Ost und die Besetzer auf eine geduldete Nutzung bis Ende Juli 2017. Bei einem am 31. Juli 2017 stattgefundenen Treffen von Kirchenvertretern, Besetzern und Anwohnern wurde besprochen, dass von den Besetzern bis zum Herbst des Jahres ein Verein gegründet werden sollte, der dann Partner für Nutzungsvereinbarungen mit der Kirche werden sollte. 
Am 25. Oktober 2017 fand die Gründungsversammlung des Vereins zur Förderung der politischen Kultur in Rahlstedt statt, die Eintragung in das Vereinsregister erfolgte am 14. Dezember 2017. Die Verhandlungen fanden nun zwischen dem Verein und Vertretern der Kirche statt. Am 27. April 2018 wurden die ehemaligen Besetzer und am 3. Mai die Öffentlichkeit über eine Pressemitteilung informiert, dass die Nutzungsduldung beendet wurde. Als Gründe wurden nicht eingehaltenen Zusagen angegeben, unter anderem, dass das Gebäude nicht für regelmäßige Übernachtungen genutzt werden durfte. 
Am 10. Mai 2018 informierten die ehemaligen Besetzer über eine Pressemeldung, dass sie selbst das Nutzungsverhältnis mit der Kirche zum 26. April 2018 beendet hatten. Als Ursache wurde auch dort die Unvereinbarkeit der Ansichten in der aus ihrer Sicht wichtigen Übernachtungsfrage genannt.
Die Kirche wurde von der Gruppe, die sich „Barco Liberado“ nennt, für verschiedene Aktivitäten genutzt. So fand beispielsweise ein Vortrag zum Postanarchismus statt, eine Bibliothek, Bandproberäume und ein Gemüsegarten wurden eingerichtet. Die Gruppe plante auch eine Konversationsrunde für Flüchtlinge. Zum G20-Gipfel in Hamburg 2017 konnte das Gelände der Kirche von Demonstranten als Ausweichmöglichkeit zu den Protestcamps zum Zelten genutzt werden.

## Aktuelle Entwicklung
Die Kirchengemeinde Meiendorf-Oldenfelde entschied, dass Kirchenstandort aufgegeben wird und eine Lösung für eine Nachnutzung gesucht wird.
Das Wohnungsbauprogramm des Bezirks Wandsbek von 2024 sah für das Areal der Kirche (Meiendorfer Str. 47-47a) eine Nutzung als Wohnbaufläche mit 60 - 70 Wohneinheiten vor.